# Diócesis de Guasdualito
La diócesis de Guasdualito (en latín: Dioecesis Guasdualitana) es una circunscripción eclesiástica de la Iglesia católica en Venezuela. Se trata de una diócesis latina, sufragánea de la arquidiócesis de Mérida. Desde el 9 de enero de 2025 es sede vacante y su administrador diocesano es el presbítero Ronny Jonatan García, elegido por el Colegio de Consultores el 2 de abril de 2025. 

## Territorio y organización
La diócesis tiene 2750 km² y extiende su jurisdicción sobre los fieles católicos de rito latino residentes en:
- 3 municipios del estado Apure: Páez, Rómulo Gallegos y Muñoz;
- 1 municipio del estado Barinas: Municipio Andrés Eloy Blanco.

La sede de la diócesis se encuentra en la ciudad de Guasdualito, en donde se halla la Catedral de Nuestra Señora del Carmen.
En el 2025 en la diócesis existían 16 parroquias agrupadas en 4 zonas pastorales:
Zona Pastoral 1
- Parroquia Catedral Nuestra Señora del Carmen, en Guasdualito;
- Parroquia Santa María Reina, en el sector Vara de María de Guasdualito;
- Parroquia San José, en El Amparo;
- Parroquia San Francisco de Asís, en La Victoria;
- Parroquia San Juan de Mata, Palmarito;
- Parroquia Nuestra Señora del Pilar, en el sector Los Corrales de Guasdualito.

Zona Pastoral 2
- Parroquia San José, en Elorza;
- Parroquia Santísima Trinidad, en La Trinidad de Orichuna;
- Parroquia San Miguel Arcángel, en Mantecal;
- Parroquia María Reina de los Ángeles, en Bruzual.

Zona Pastoral 3
- Parroquia San Simón y San Judas, en Ciudad Sucre;
- Parroquia San Camilo de Lelis, en El Nula.

Zona Pastoral 4
- Parroquia San Miguel Arcángel, en El Cantón;
- Parroquia San Juan Bosco, en La Reserva de Caparo;
- Parroquia Inmaculada Concepción, en Guacas;
- Parroquia San Isidro Labrador, en Puerto Vivas.

## Historia
La diócesis fue erigida el 3 de diciembre de 2015 por el papa Francisco mediante la bula Ad aptius consulendum, obteniendo el territorio de las diócesis de Barinas y de San Fernando de Apure. Pablo Modesto González Pérez fue nombrado su primer obispo, siendo consagrado el 6 de febrero de 2016 en la ciudad de San Antonio de los Altos. La diócesis fue inaugurada el 13 de febrero de 2016 con la toma de posesión de su primer obispo.
El 18 de enero de 2019 Pablo Modesto González Pérez celebró la ordenación diaconal de los primeros 6 ministros acólitos consagrados para el servicio de la diócesis. El 21 de septiembre de 2019 ordenó los primeros 4 presbíteros. Nuevas ordenaciones tuvieron lugar el 12 de marzo de 2022 (4 diáconos) y el 11 de febrero de 2023 (4 presbíteros), cuando fue bendecida la nueva curia diocesana.
Del 18 al 28 de agosto de 2022 se realizó por primera vez el Campamento Juvenil Misionero, una acción juvenil que se realiza dentro de los programas de juventud de las Obras Misionales Pontificias (OMP). Volvió a realizarse del 21 al 27 de agosto de 2023.
El 8 de octubre de 2022 se realizó un encuentro binacional entre el obispo de Arauca, Pablo Modesto González Pérez, el obispo de Guasdualito y el cardenal Baltazar Enrique Porras Cardozo.
El 2 de diciembre de 2023 fue constituida la cuasiparroquia de Nuestra Señora del Pilar en Los Corrales y el 8 de diciembre de 2023 la cuasiparroquia de la Inmaculada Concepción en Guacas.

## Estadísticas
Según el Anuario Pontificio 2022 la diócesis tenía a fines de 2021 un total de 281 340 fieles bautizados.
| Año                                                                             | Población            | Población | Población      | Sacerdotes | Sacerdotes    | Sacerdotes    | Bautizados por sacerdote | Diáconos permanentes | Religiosos | Religiosos | Parroquias |
| Año                                                                             | Bautizados católicos | Total     | % de católicos | Total      | Clero secular | Clero regular | Bautizados por sacerdote | Diáconos permanentes | Varones    | Mujeres    | Parroquias |
| ------------------------------------------------------------------------------- | -------------------- | --------- | -------------- | ---------- | ------------- | ------------- | ------------------------ | -------------------- | ---------- | ---------- | ---------- |
| 2015                                                                            | ?                    | 200 000   | ?              | 13         | 9             | 4             | ?                        |                      |            | 9          | 14         |
| 2016                                                                            | 166 000              | 200 000   | 83.0           | 13         | 9             | 4             | 12 769                   |                      | 4          | 9          | 14         |
| 2019                                                                            | 275 400              | 306 800   | 89.8           | 13         | 10            | 3             | 21 184                   |                      | 7          | 4          | 12         |
| 2021                                                                            | 281 340              | 314 460   | 89.5           | 20         | 17            | 3             | 14 067                   |                      | 3          | 3          | 13         |
| Fuente: Catholic-Hierarchy, que a su vez toma los datos del Anuario Pontificio. |                      |           |                |            |               |               |                          |                      |            |            |            |

## Episcopologio
- Pablo Modesto González Pérez, S.D.B. (3 de diciembre de 2015-9 de enero de 2025 trasladado a la Diócesis de La Guaira)